# Demonax seriatopunctatus
Demonax seriatopunctatus là một loài bọ cánh cứng trong họ Cerambycidae.